# Nørskovlund
Nørskovlund er en by i Østjylland, beliggende 6 km øst for Kjellerup, 7 km sydvest for Ans og 14 km nord for Silkeborg. Nørskovlund havde i 2009 200 indbyggere og svarede dermed til Danmarks Statistiks definition på en by. Siden har Nørskovlund haft under 200 indbyggere, men den regnes stadig som en by.
Nørskovlund hører til Silkeborg Kommune og ligger i Region Midtjylland. Byen hører til Hinge Sogn og er sognets eneste by. Hinge Kirke ligger i landsbyen Hinge 1 km syd for Nørskovlund.

## Faciliteter
Skolen er nedlagt, men bruges som børnehave, SFO, aftenskole og klublokale. I dagtimerne undervises elever med autisme i en del af lokalerne. Dette undervisningstilbud er en afdeling af Ans Skole.
Nørskovlund Idrætsforening (NIF), der blev stiftet i 1932, tilbyder fodbold, badminton og børnegymnastik. Foreningen har klublokale på den tidligere skole og benytter dens gymnastiksal og baner.
Nørskovlund Forsamlingshus, der blev bygget i 1891, har plads til 100 spisende gæster.

## Historie
Den første gård i området blev bygget i 1858. Landsbyen opstod omkring vejkrydset Midstrup-Hinge og Ans-Kjellerup, hvor der blev bygget andelsmejeri i 1886. Navnet Nørskovlund blev opfundet i 1905 og offentliggjort i 1906.

### Jernbanen
Nørskovlund havde trinbræt på Silkeborg-Kjellerup-Rødkærsbro Jernbane 1924-68. Det lå 1 km vest for landsbyen på vejen til Kjellerup og havde sidespor indtil 1959 samt venteskur af træ. I banens tid havde Nørskovlund foruden mejeriet også mølle, teglværk, vandværk, bageri og missionshus. Der har været mere end 15 forskellige håndværkere og handlende. Byen fik andelsfryseri i 1950, men det er ikke længere i brug.